# Osiedle Robotnicze w Krakowie
Osiedle Robotnicze w Krakowie – osiedle domów robotniczych przy ulicy Praskiej (w okresie budowy nosiła nazwę ul. Czarodziejskiej) w Krakowie, w dzielnicy VIII Dębniki.
Osiedle powstało z inicjatywy Towarzystwa Osiedli Robotniczych i miało przeciwdziałać brakowi mieszkań dla robotników. Część z mieszkań przekazano bezpłatnie robotnikom powyżej 50. roku życia zasłużonym w bojach o niepodległość kraju .
Oryginalny projekt Stefana Piwowarczyka (a nie jak niektórzy uważają Fryderyka Tadaniera, który pełnił obowiązki kierownika budowy) przewidywał powstanie czternastu jednopiętrowych bloków. Osiedle miało realizować program existenzminimum, czyli zapewnienia podstawowych potrzeb mieszkaniowych. Mieszkania miały powierzchnię 36 m², a w ich skład wchodziły pokój, kuchnia, przedpokój i łazienka.
Budowę osiedla rozpoczęto w kwietniu 1935 w zachodniej części ówczesnej XI dzielnicy Dębniki, w pobliżu Wisły, jednak w oddaleniu od istniejącej zabudowy. Początkowo prace postępowały w dużym tempie, bo pierwsze 2 bloki oddano do użytku już w listopadzie tego samego roku. Budowę wstrzymano w 1938 ze względu na brak funduszy. W tym okresie powstało osiem budynków po nieparzystej stronie ulicy oraz dwa budynki po stronie parzystej. Na początku lat 1950. wszystkie bloki nadbudowano o jedno piętro oraz dobudowano trzy budynki i szkołę dopełniając pierwotny projekt osiedla, ingerując jednak w oryginalne bryły budynków.
Przed wojną w ramach osiedla powstał również budynek Domu Społecznego (obecnie Dębnicki Ośrodek Kultury „Tęcza” oraz siedziba Rady Dzielnicy VIII Dębniki) z salą widowiskową, przedszkolem, biblioteką i sklepami. Stanowi on przykład architektury funkcjonalistycznej.

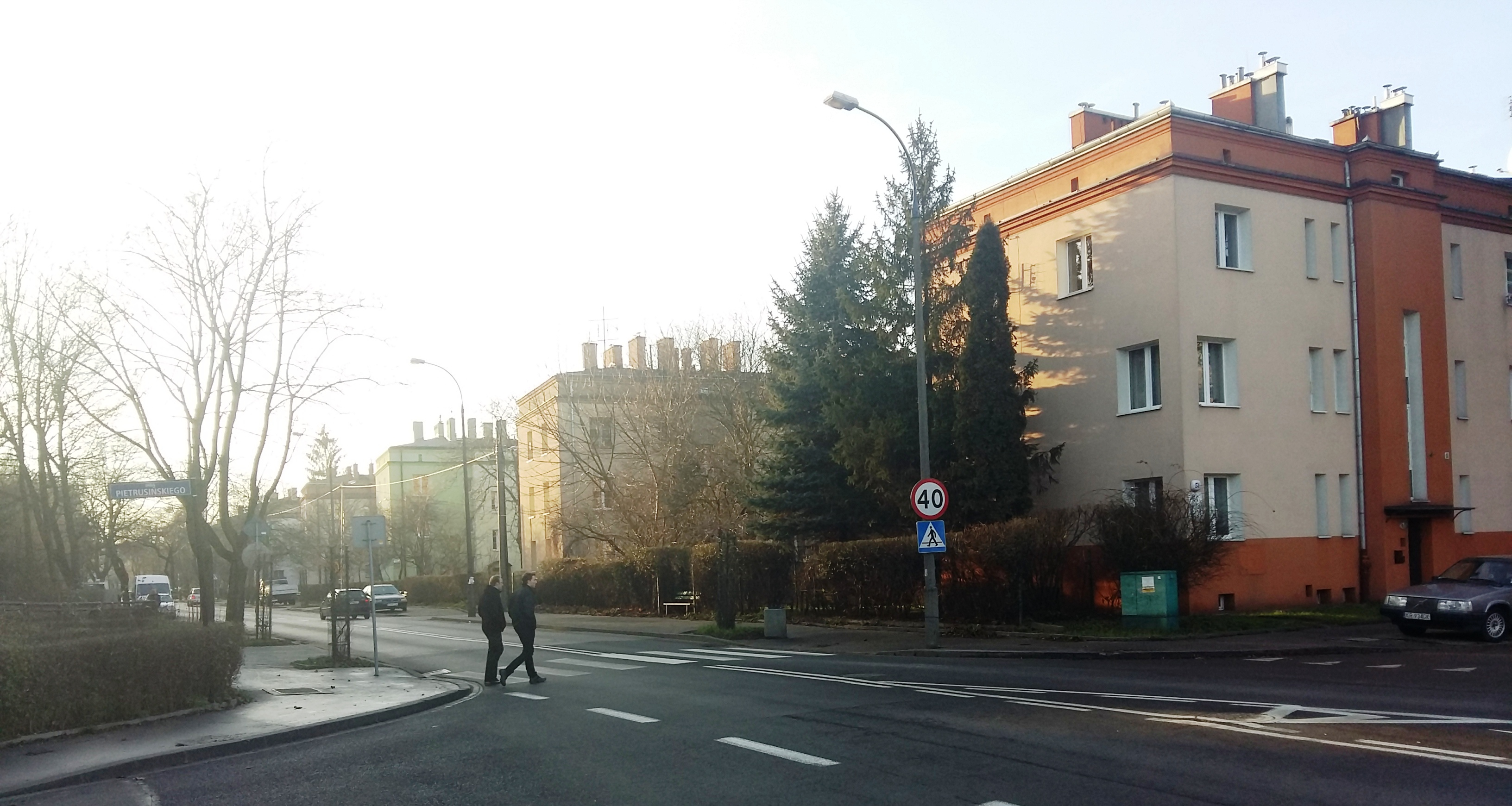
Bloki przy ul. Praskiej 51, 53 i 55
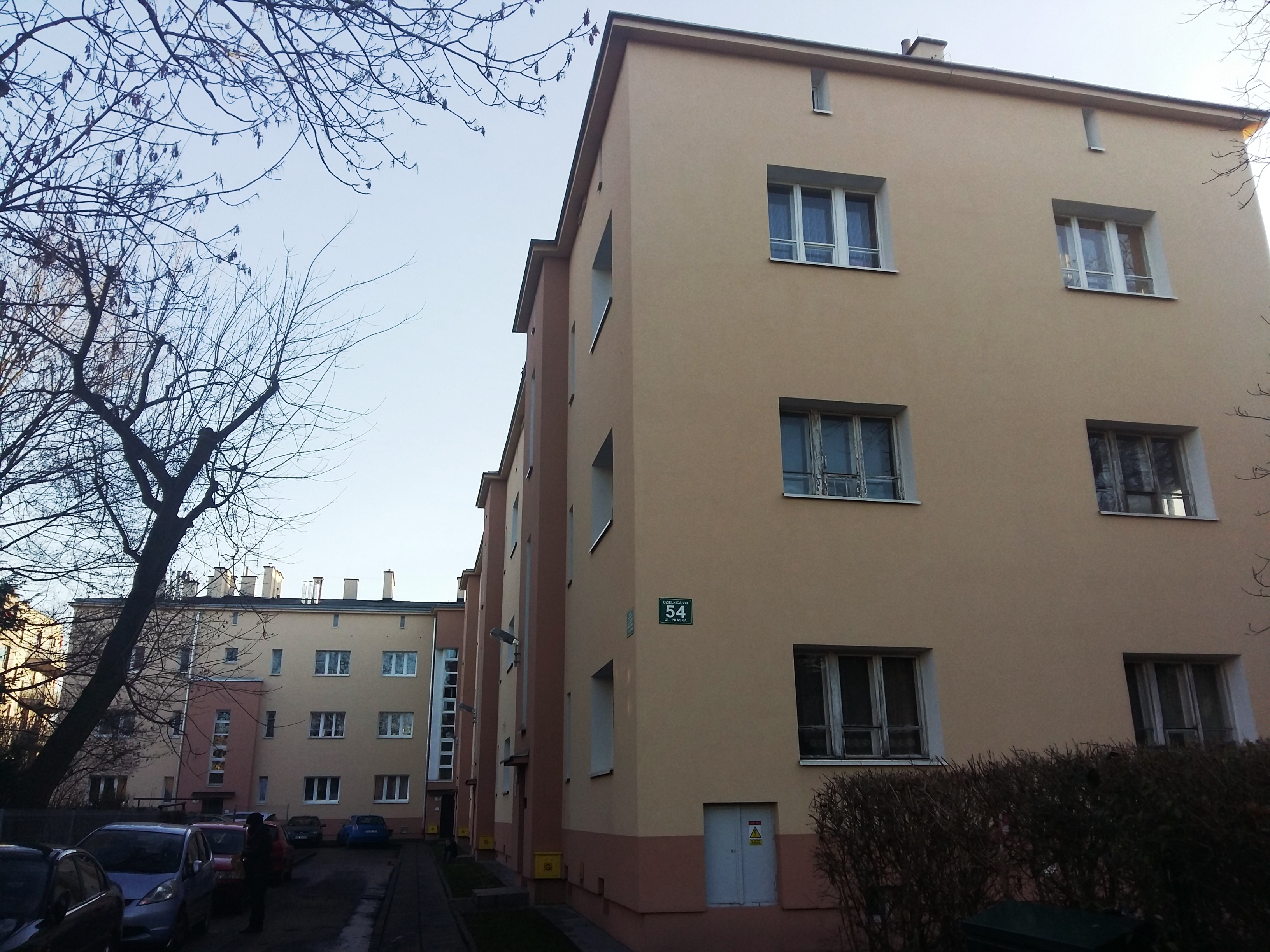
Blok przy ul. Praskiej 54
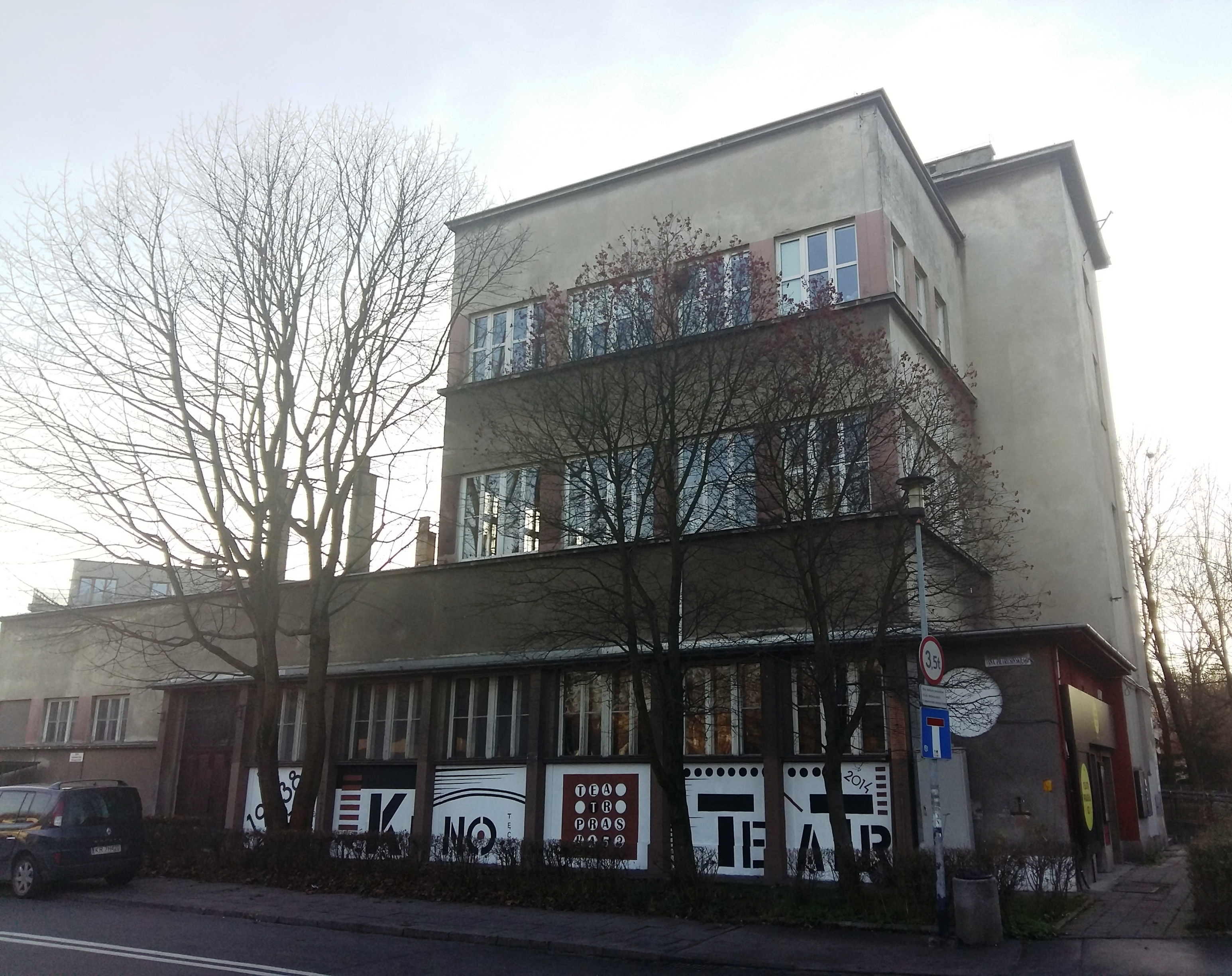
Dom Społeczny Osiedla Robotniczego, obecnie ośrodek kultury i siedziba Rady Dzielnicy VIII Dębniki